# Stephan Krier
Stephan Krier (* 20. Juni 1945 in Wiesbaden) ist ein deutscher Diplomat und seit 15. September 2003 Generalkonsul der Bundesrepublik Deutschland in Rio de Janeiro.
Das Generalkonsulat Rio de Janeiro ist die offizielle Vertretung der Bundesrepublik Deutschland in den brasilianischen Bundesstaaten Rio de Janeiro, Minas Gerais und Espírito Santo.
Das Studium der Rechtswissenschaften an den Universitäten in Freiburg, München und Rom schloss er 1973 mit der Promotion zum Dr. iur. ab.
Nach dem Eintritt in den Auswärtigen Dienst 1974 folgten Verwendungen an der Botschaft der Bundesrepublik Deutschland in Argentinien, in der Wirtschaftsabteilung des Auswärtigen Amtes in Bonn, als Wissenschaftsreferent an der Botschaft in der Volksrepublik China, als Pressereferent an der Botschaft in Portugal sowie in der Politischen Abteilung des Auswärtigen Amtes.
Von 1995 bis 1998 war er Stellvertretender Generalkonsul in São Paulo und anschließend bis 2001 Botschafter der Bundesrepublik Deutschland in Mauretanien. Vor dieser Verwendung war er von 2001 bis 15. September 2003 Leiter des Referats für Lateinamerika (Mercosur) im Auswärtigen Amt in Berlin.